# Võhma (Saaremaa)
Võhma is een plaats in de Estlandse gemeente Saaremaa, provincie Saaremaa. De plaats heeft de status van dorp (Estisch: küla) en telt 100 inwoners (2021).
Tot in oktober 2017 behoorde Võhma tot de gemeente Mustjala. In die maand ging de gemeente Mustjala op in de fusiegemeente Saaremaa. In die gemeente lag nog een ander dorp met de naam Võhma. Dat werd omgedoopt in Väike-Võhma (‘Klein-Võhma’).
Võhma ligt aan de Tugimaantee 86, de weg tussen Kuressaare en Panga.

## Geschiedenis
Bij Võhma zijn de resten van een nederzetting uit de Steentijd gevonden, en ook de resten van een burcht, de Võhma maalinn, waar vondsten zijn gedaan die uit de Bronstijd dateren.
Võhma werd in 1560 voor het eerst genoemd onder de naam Waymes, een nederzetting op het landgoed van Elme (Duits: Magnushof).

## Foto's

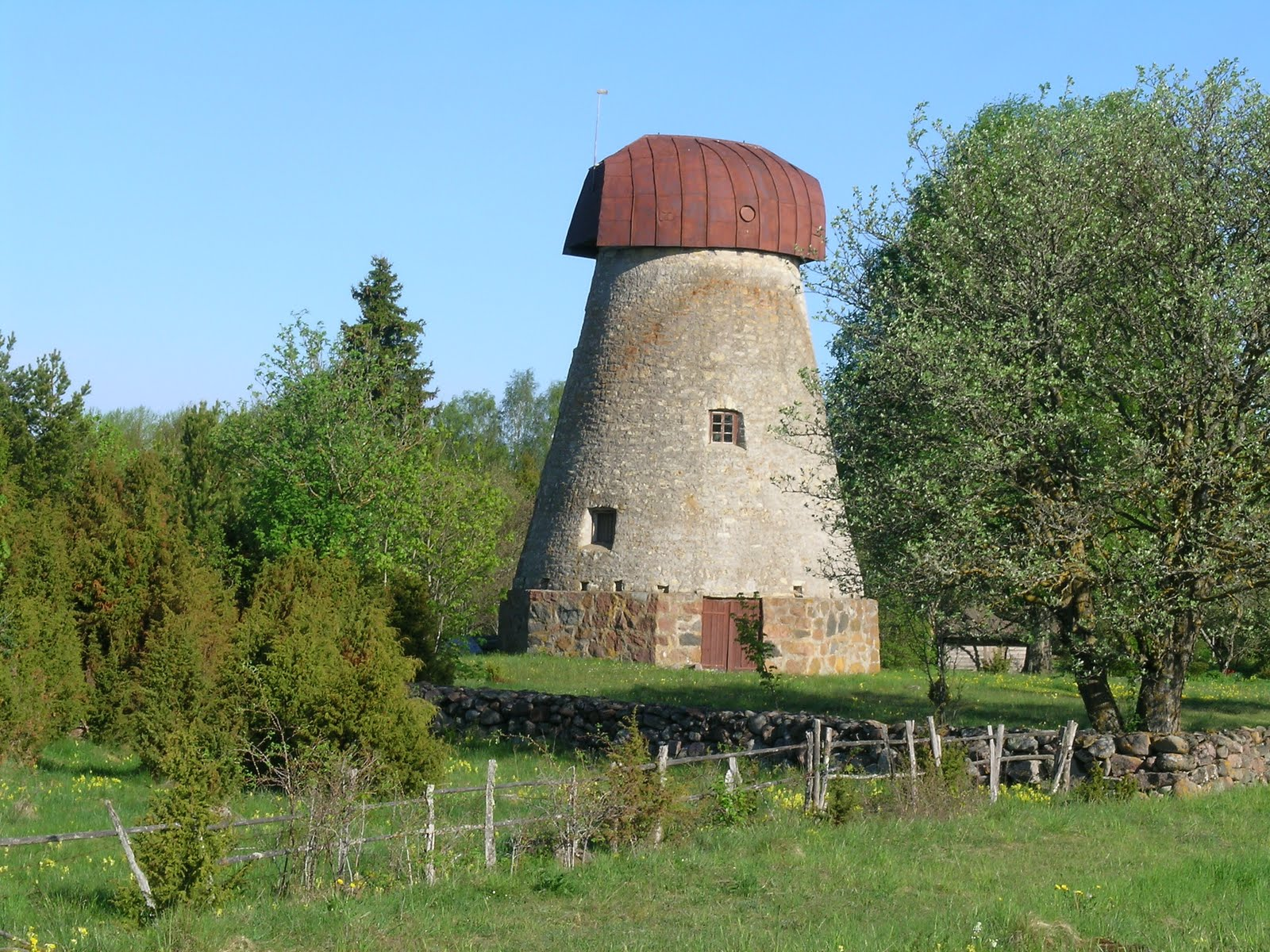
Voormalige windmolen
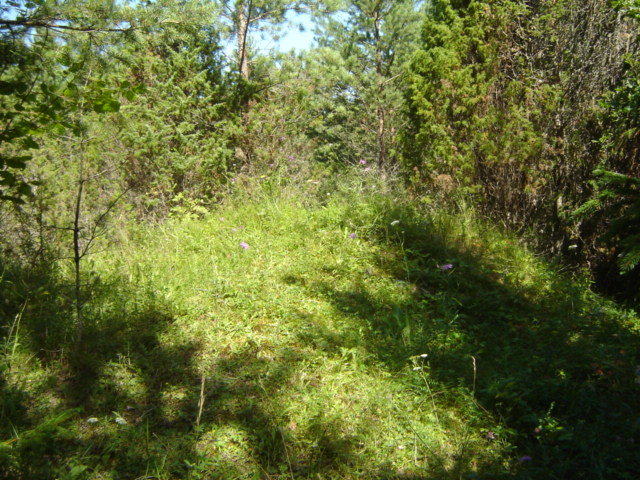
Restanten van de burcht van Võhma
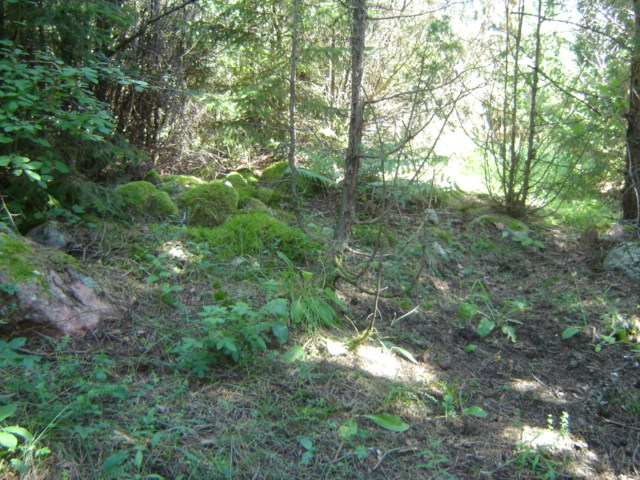
Restanten van de burcht van Võhma